# شش اژدهای پرنده
شش اژدهای پرنده (کره‌ای: 육룡이 나르샤; لاتین‌نویسی اصلاح‌شده: Yungnyong-i Nareusya) یک مجموعهٔ تلویزیونی کره جنوبی با بازی یو آه-این، کیم میونگ مین، شین سه کیونگ، بیون یو-هان، یون کیون-سانگ و چون هو جین است. این مجموعه به عنوان ویژه برنامهٔ بیست و پنجمین سالگرد اس‌بی‌اس، از ۵ اکتبر ۲۰۱۵ تا ۲۲ مارس ۲۰۱۶، روزهای دوشنبه و سه‌شنبه ساعت ۲۲:۰۰ (کی‌اس‌تی) از اس‌بی‌اس برای ۵۰ قسمت پخش شد. این مجموعه به عنوان یک پیش‌درآمد آزاد برای درختی با ریشه عمیق عمل می‌کند.
این مجموعه، همکاری دوبارهٔ یو آه-این و شین سه کیونگ است که پیش از این در مجموعهٔ سال ۲۰۱۲، پادشاه مد، همبازی بوده‌اند.
این مجموعه حاصل دومین همکاری مشترک نویسندگان کیم یونگ هیون و پارک سانگ یون با کارگردان شین کیونگ سو است که پیش از این در مجموعه درختی با ریشه عمیق (که داستان بعد از این سریال را شرح می‌دهد) همکاری داشتند و جوایز بی شماری را کسب کردند.
شش اژدهای پرنده در پنجاه و دومین جوایز هنری بکسانگ نامزد کسب جایزه بهترین کارگردانی و بهترین فیلمنامه شد.

## بازیگران

### شش اژدها
- یو آه-این در نقش یی بانگ وون (بعداً پادشاه ته‌جونگ)
  - نام دا روم در نقش جوانی یی بانگ وون
- کیم میونگ مین در نقش سام‌بونگ جونگ دو جون
- شین سه کیونگ در نقش بون یی
  - لی ره در نقش جوانی بون یی
- بیون یو-هان در نقش دانگ سه، بعداً یی بانگ جی، بهترین شمشیرزن در سه پادشاهی
  - یون چان یونگ در نقش جوانی دانگ سه
- یون کیون-سانگ در نقش مو هیول، بهترین شمشیرزن در چوسان
- چون هو جین در نقش یی سونگ گه (بعداً پادشاه ته‌جو)